# Классификация товаров
Классифика́ция товаров (номенклатурных позиций, продуктов) — классификация в соответствии с решаемыми задачами при управлении логистикой, запасами, производством, сбытом и снабжением.
Выделяют следующие наиболее часто используемые классификации товаров:
- ABC классификация — по объёму потребления (доходности);
- HML классификация — по стоимости единицы товара (High — Medium — Low);
- XYZ классификация — по ритмичности спроса;
- FMR классификация — по популярности (Fastest — Medium — Rare; также применяют термины FNS и FSN);
- VEN классификация — по степени необходимости (Vital — Essential — Non-essential; также применяют термин VED <…> — Desirable);
- SOS классификация — по сезонности (Seasonal — Off Seasonal);
- SDE классификация — по типам источников закупки (Scarce — Difficult — Easy);
- GOLF классификация — по видам поставки (Government — Ordinary — Local — Foreign);
- QRS классификация — по привлечённым в запасы инвестициям (возможно Quick Response System).

Для выделения групп применяют различные методики, наиболее часто используют Закон Парето. В практическом использовании при управлении используют смешанные классификации, например ABC-XYZ классификация, или ABC-XYZ-FMR-VEN классификация.